# Ceratomyxa aggregata
Ceratomyxa aggregata är en djurart som tillhör fylumet Myxozoa, och som beskrevs av Davis 1917. Ceratomyxa aggregata ingår i släktet Ceratomyxa och familjen Ceratomyxidae. Inga underarter finns listade i Catalogue of Life.